# 卡達經濟
卡塔爾是世界上人均GDP最高的經濟體之一，在世界銀行、聯合國和國際貨幣基金組織編制的2015年和2016年世界排名數據中，卡塔爾普遍躋身前十名最富有的國家之列。在受到鄰國沙特阿拉伯和阿拉伯聯合酋長國的製裁的背景下，該國的經濟仍在增長。

## 能源

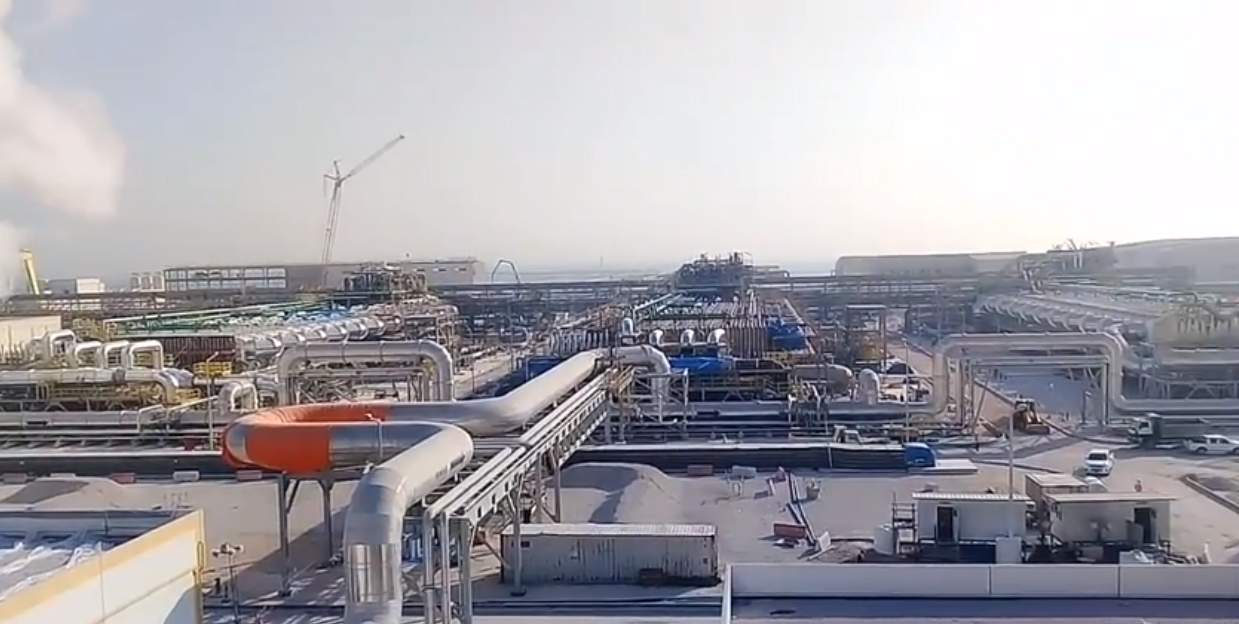
多哈工業區的基礎設施

石油和天然氣是卡塔爾經濟的基石，佔政府總收入的70%以上，佔國內生產總值的60%以上，以及大約85%的出口收入。卡塔爾擁有世界第三大已探明天然氣儲量，是第二大天然氣出口國。
在以石油為基礎的工業出現之前，卡塔爾是一個貧窮的採珠國。油氣田的勘探始於1939年。1973年，石油產量和收入大幅增加，使卡塔爾擺脫了世界上最貧窮國家的行列，成為世界上人均收入最高的國家之一。
卡塔爾的經濟在1982年到1989年曾處於低迷狀態。石油輸出國組織對原油生產實行配額、石油價格下跌以及國際市場前景普遍黯淡導致石油收入減少。反過來，卡塔爾政府不得不削減支出計劃以適應較低的收入。由此導致的當地經濟衰退導致許多公司解僱外籍員工。隨著1990年代經濟的複蘇，外籍人口，尤其是來自埃及和南亞的外籍人口再次增長。
預計到2023年，卡塔爾油田將大部分枯竭。但是，卡塔爾東北海岸附近有大量天然氣儲量。這些海上氣田還可能含有大量的石油和凝析油儲量。例如，國有卡塔爾能源公司在1960年代發現了兩個海上油田。由於當時生產成本太高和技術條件制約，導致並未開採。而如今已有相應的能力。
卡塔爾的重工業項目都位於烏姆賽義德，包括日產能為 50,000 桶（8,000 立方米）的煉油廠、尿素和氨化肥廠、鋼鐵廠和石化廠。所有這些行業都使用天然氣作為燃料。大多數是歐洲和日本公司與國有卡塔爾能源公司（前身為 QGPC）的合資企業。美國是卡塔爾油氣行業的主要設備供應商，美國公司在北油田天然氣開發中發揮著重要作用。過去卡塔爾奉行一項強有力的“卡塔爾化”計劃”，所有合資企業和政府部門都在努力讓卡塔爾國民擔任更高權力的職位。越來越多在國外受過教育的卡塔爾人，包括許多在美國受過教育的人，正在回國擔任以前由外籍人士佔據的重要職位。在為了控制外籍工人的湧入，卡塔爾在過去幾年加強了對其外國人力資源計劃的管理。安全是卡塔爾嚴格的入境和移民規章制度的主要基礎。

## 旅遊業

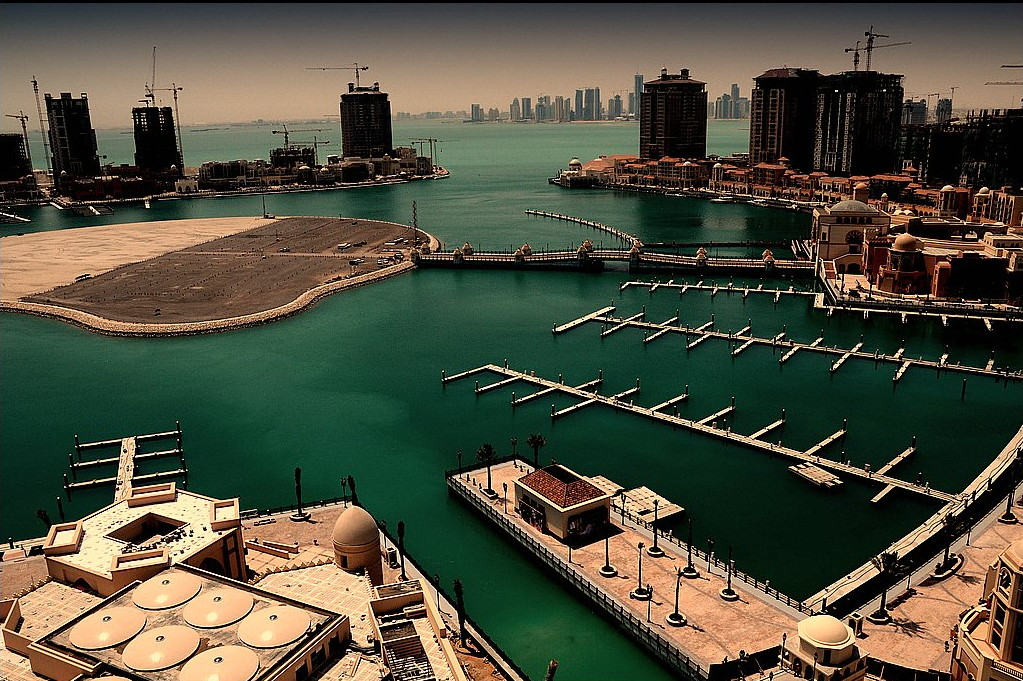
2009年時的卡塔爾珍珠酒店

為了應對石油與天然氣用完的一天，卡達也跟阿聯酋等國一樣，開始做多元化的發展與投資，根據卡塔爾旅遊和展覽局公佈的五年發展計劃，政府的目標是到2010年將游客人數增加到150萬。實現這一目標所需的資金數量充足；2008年，到2014 年，國家撥款約170億美元用於旅遊業發展，其中大部分撥款用於酒店、展覽空間和基礎設施。為了跟上不斷增長的遊客數量，政府制定了到2012年將酒店容量增加400%以上的目標。除了財政支持，政府還努力放寬商業監管，以增加私營部門的活動。擴建計劃的一個主要方面是哈馬德國際機場，該機場最多可容納2400萬名乘客。
卡塔爾航空公司是卡塔爾政府所有的航空公司，成立於1993年，有超過100個航點。同時，卡塔爾也通過2022年足球世界杯大力發展了該國的旅遊業。